# Комаров, Сергей Александрович
Серге́й Алекса́ндрович Комаро́в (род. 11 августа 1951 - 17 января 2025) — советский и российский учёный-юрист, профессор, с 2000 года работает профессором кафедры теории и истории государства и права Юридического института (Санкт-Петербург), с 2002 года является научным руководителем вуза. Президент межрегиональной ассоциации теоретиков государства и права, член Российской академии юридических наук, академик Российской академии Естествознания, полковник вн. службы (в отставке), Действительный Государственный советник Российской Федерации 3 класса.
С. А. Комаров является членом ряда ассоциаций и советов, в частности Ассоциации юристов России, Межрегиональной ассоциации теоретиков государства и права, входит в состав научно-экспертного совета при Председателе Совета Федерации, является экспертом совета журнала «Представительная власть — XXI век: законодательство, комментарии, проблемы», газеты «Парламентская газета», Радио-Спутник.
Также он являлся председателем диссертационного Совета по защите докторских диссертаций, членом редколлегии журналов «Юридическая мысль», «Правовое государство: теория и практика», «Миграционное право», «Вектор науки Тольяттинского государственного университета. Серия: Юридические науки», «Теория государства и права», международного журнала «Общество и право», главный редактор журнала «Современное российское право».

## Биография, карьера
Родился 11 августа 1951 года в Москве в семье учителей.
В 1968 году окончил Бердюжскую среднюю школу Тюменской области, проучившись в ней 2 года в связи с переездом родителей на работу по оргнабору из г. Туапсе Краснодарского края.
Трудовую деятельность начал доставщиком телеграмм Туапсинского районного узла связи (Краснодарский край). В 1968 году стал студентом Краснодарского факультета Всесоюзного заочного юридического института и начал трудовую деятельность слесарем на Туапсинском машиностроительном заводе им. XI годовщины Октября. После службы в армии (с 1969 по 1971 гг.) работал милиционером Мценского отдела внутренних дел УВД Орловской области и продолжил учёбу на юридическом факультете Московского факультета  ВЮЗИ.
В августе 1972 г. поступил на дневное отделение Юридического факультета Московского государственного университета им. М.В.Ломоносова, который окончил с отличием в 1977 году. Решением Учёного совета юридического факультета МГУ был рекомендован для продолжения обучения в аспирантуре на кафедре теории государства и права.
Под научным руководством Заслуженного деятеля науки и техники РСФСР, доктора юридических наук, профессора А. И. Денисова 20 февраля 1981 году защитил кандидатскую диссертацию на тему «Советское общенародное государство и личность (политико-правовые аспекты)» в диссертационном совете МГУ.
27 сентября 1996 году защитил докторскую диссертацию на тему «Личность в политической системе российского общества: теоретико-правовое исследование» в диссертационном совете Санкт-Петербургской академии МВД РФ. В 1998 году ему было присвоено учёное звание профессора.
С 1981 по 1996 гг. проходил службу в органах внутренних дел, работая в Рязанской высшей школе МВД РФ на должностях преподавателя, старшего преподавателя, доцента, профессора кафедры, заведующего кафедрой.
С 1996 года он работал в должности первого проректора Всероссийской государственной налоговой академии (Москва); заведующего кафедры правоведения Коломенского государственного педагогического института; профессора кафедры государственно-правовых дисциплин Московского государственного социального университета (филиал в г. Сочи); профессора кафедры теории государства и права Института права и государственной службы Ульяновского государственного университета; заведующего кафедры теории и истории государства и права юридическом факультете Московского государственного гуманитарного университета им. М. А. Шолохова.
С 2011 года он — профессор кафедры теории государства и права Юридического факультета Академии народного хозяйства при Правительстве Российской Федерации, а с 2012 года профессор кафедры теории государства и права Юридического факультета Российской академии народного хозяйства и государственной службы при Президенте Российской Федерации.  В 2013 году был избран заведующим этой кафедры.
С 2016 г. по 2018 г. работал заведующим кафедрой теории и истории государства и права АНОВО "Международный университет в Москве" (ныне - Московский Международный университет). В настоящее время работает профессором кафедры теории государства  Института права Уфимского университета науки и технологий.
С. А. Комаров с 2001 года  проходил государственную гражданскую службу, работал помощником Члена Совета Федерации Федерального Собрания Российской Федерации; в 2002 году был назначен советником аппарата Комитета Совета Федерации по правовым и судебным вопросам, с 2004 года работал на государственной должности начальника отдела Правового управления, а с 2008 работал начальником отдела Аналитического управления Аппарата Государственной Думы Федерального Собрания Российской Федерации. С 2015 года работает помощником депутата Государственной Думы летчика-космонавта РФ , Героя России Р. Ю. Романенко.
В настоящее время приглашенный профессор в Школе российского права Университета Лазарского (г. Варшава, Республика Польша).

## Научная деятельность
С. А. Комаров — известный учёный в области государствоведения и правоведения, сферу его научных интересов составляют проблемы общей теории и истории государства и права, конституционного, административного, муниципального, международного права. Основные направления его научных исследований — теоретико-правовые проблемы политико-правового состояния личности, её места и роли в политической системе российского общества, сравнительного правоведения, политологии. На базе проводимых научных исследований создана научная школа «Политика, власть, право, безопасность личности и противодействие коррупции», сочетающая личностную, коллективистскую и государственно-общественную проблематику.
Помимо преподавания в российских вузах, профессор С. А. Комаров выступал с лекциями в ряде университетов Польши, Казахстана, а также в вузах ряда других стран.
С. А. Комаров награждён Знаком «За успехи в научно-исследовательской работе студентов», принимал участие в работе ряда международных, всероссийских и межрегиональных конференциях, участник II—V Международных юридических форумов в Санкт-Петербурге.
С.А.Комаров является учредителем научного журнала "Теория государства и права" (квартиль 1) (входит в Перечень ВАКа с 12.02.2019 г.).

## Общественная деятельность
С.А.Комаров в 2017 году избран Президентом Межрегиональной общественной организации "Межрегиональная ассоциация теоретиков государства и права".
Член Научно-экспертного совета при Председателе Совета Федерации ФС РФ Матвиенко В.И.

## Ученики
Под его научным руководством 66 аспирантов и соискателей стали кандидатами юридических наук, 14 человек защитили диссертации на соискание ученой степени доктора юридических наук (А. М. Дроздова, П. И. Квачева, В. Г. Баев, Н. И. Полищук, Д. Н. Вороненков, А. Ю. Калинин, А. В. Кочетков, Г. А. Прокопович, В. В. Груздев, А. Н. Якушев, Е. С. Ч. Ковальский, Ф. Х. Галиев, Г. М. Азнагулова, А. Б. Артемьев).

## Основные научные труды
Всего Комаровым С. А. опубликовано более 400 научных работ, из них 12 монографий, 1 курс лекций, 10 учебников, 11 учебных пособий, 4 комментария к Конституции Российской Федерации.
Под научной редакцией С. А. Комарова опубликовано более 40 монографий, учебников и учебных пособий, материалов международных и всероссийских научно-теоретических и научно-практических конференций.
Наиболее значимыми являются монографии:
- Советское общенародное государство и личность (1986);
- Личность в политической системе российского общества (политико-правовое исследование) (1995);
- Личность. Права и свободы. Политическая система (2001);
- Легитимация и ответственность власти во взаимоотношениях государства и личности (социально-философские и правовые аспекты) (2007, 2011);
- Комментарий к Конституции Российской Федерации (2008, 2014, 2018);
- Реализация идеи «права человека» в российском законодательстве (международно-правовой аспект) (2003, 2008),
- Права человека и правовая инфильтрация идей Европейского суда по правам человека в правовую систему Российской Федерации (2014, 2015);
- Теория и практика нормативно-правового регулирования лоббизма (российский и зарубежный опыт) (2015) (в соавторстве);
- Отрасли законодательства и отрасли права РФ: общетеоретический, межотраслевой, отраслевой и историко-правовой аспекты (2017) (в соавторстве);
- Общетеоретический и отраслевой аспекты нормы права (2017) (в соавторстве);
- Правовое регулирование обеспечения информационной безопасности  и защиты персональных данных (2018) (в соавторстве с Мицкой Е.В.)
- Методы правового регулирования: монография / Под общей редакцией Р.Л. Хачатурова. – М.: Юрлитинформ, 2018 (в соавторстве).
- Теоретико-правовая парадигма существования кибернетической (информационной) цивилизации: монография /Под ред. С.А. Комарова. М.:  Изд-во МАТГиП, 2022. 320 с. (в соавторстве)

С.А.Комаров автор курса лекций по теории государства и права (1994), учебника «Проблемы теории государства и права» (2003), учебника «Правоведение» для студентов неюридических вузов (2001, 2003), учебника «Административное право» (2007); ряда учебных пособий, среди которых «Основы государства и права» (1996, 1997, 1998, 2003, 2018, 2021), «Обществознание» (2000), «Международное право» (2003), учебного пособия "Государственно-частное партнерство и саморегулируемые организации в реализации функций государства (вопросы теории и практики) //Под ред. С.А. Комарова (2021), учебника "Общая теория государства и права (1995, 1996, 1997, 1998, 2000, 2004,2008, 2012, 2018, 2022) и др.
Один из соавторов академического курса в трех томах «Общая теория государства и права» под ред. Марченко М. Н., подготовленного ведущими учеными страны в области теории государства и права (2007, 2014, 2016).
Особо следует выделить научно-библиографические и справочные пособия, подготовленные под научным консультированием и в соавторстве с профессором Якушевым А.Н.:
- Диссертационные исследования Российской империи и Советского Союза по теории и истории государства и права; истории отраслей права и юридической науки (1803-1991 гг.) (2016);
- Диссертационные исследования Украины по теории и истории права и государства; истории отраслей права и юридической науки (1805-2016 гг.) (2016);
- Диссертационные исследования русских университетов Российской империи, РСФСР по теории и истории государства и права; истории отраслей права и юридической науки (1724-1991 гг.): научно-библиографическое и справочное пособие (2017);
- Диссертационные исследования Российской Федерации по теории и истории права и государства; истории отраслей права и юридической науки (1992-2017 гг.) в 3 т.: Т. I (1992-2003 гг.);
- Диссертационные исследования Российской Федерации по теории и истории права и государства; истории отраслей права и юридической науки (1992-2017 гг.) в 3 т.: Т. II (2004-2006 гг.) ;
- Диссертационные исследования Российской Федерации по теории и истории права и государства; истории отраслей права и юридической науки (1992-2017 гг.) в 3 т.: Т. III (2007-2009 гг.) ;
- Диссертационные исследования Российской Федерации по теории и истории права и государства; истории отраслей права и юридической науки (1992-2017 гг.) в 3 т.: Т. III. Дополнительный (2010-2017 гг.) (2018).

## Награды
16 медалей, включая: «За отличную службу в охране общественного порядка», «В память 1000-летия Казани», «65 лет освобождения Республики Беларусь от немецко-фашистских захватчиков», «За безупречную службу» (1986, 1991 гг.), «За ратную доблесть», «За верность долгу и отечеству», «Участник Форосской операции 21.08.91»; памятные юбилейные медали «50 лет Общероссийской общественной организации ветеранов войны и военной службы», «70 лет Рязанской области», «200 лет МВД РФ», «200 лет внутренним войскам МВД РФ», «80 лет Академии ФСИН», «За службу на Северном Кавказе», «Ветеран боевых действий» и др.
Награждён «Почетным знаком Российского комитета ветеранов войны и военной службы», Знаком «Общественное признание» и др.
В 2007 году С. А. Комаров награждён Знаком отличия «Национальное достояние».
В 2014 году награждён знаком «Основатель научной школы»
В 2016 году присвоено Почетное звание «Заслуженный деятель науки и образования» РАЕ.
Имеет удостоверение «Ветеран труда».